# Петър Авуски
Петър Авуски е бивш футболист, полузащитник. Роден е на 21 септември 1970 г. Играл е за отборите на Славия (1991-1993), Спартак (Плевен) (1993-1996), Първа атомна (1996-1999) и Марек (1999-2001). След това за кратко играе в аматьорски отбори и става охрана на президента на България Георги Първанов.

## Статистика по сезони
- Славия - 1991-1993 - "A" РФГ
- Спартак (Плевен) - 1993-1995 - Б РФГ
- Спартак (Плевен) - 1995/96 - Б РФГ, 24 мача/5 гола
- Първа атомна - 1996/97 - Б РФГ, 21/2
- Първа атомна - 1997/98 - В РФГ, 23/6
- Първа атомна - 1998/99 - В РФГ, 19/3
- Марек - 1999/00 - В РФГ, 26/7
- Марек - 2000/01 - Б РФГ, 24/3